# Maria Anna d'Asburgo-Lorena (principessa-badessa 1738)
Maria Anna Giuseppa Antonia Giovanna d'Asburgo-Lorena, in tedesco Maria Anna Josepha Antonia Johanna, arciduchessa d'Austria (Vienna, 6 ottobre 1738 – Klagenfurt, 19 novembre 1789), nata arciduchessa d'Austria, poi erede al trono austriaco (fra il 1740 ed il 1741), divenne badessa di un Capitolo nobile a Praga.

## Biografia

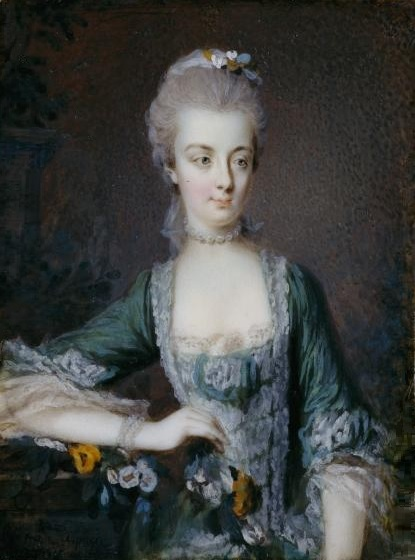
L'arciduchessa Maria Anna nel 1769.

### I primi anni
Maria Anna (detta familiarmente Marianna) era la figlia secondogenita dell'imperatrice e regina Maria Teresa d'Austria e dell'imperatore Francesco Stefano di Lorena, suo marito. 
Fra i suoi fratelli e sorelle vi furono pertanto due futuri imperatori Giuseppe II d'Asburgo-Lorena e Leopoldo II d'Asburgo-Lorena, nonché Maria Antonietta d'Asburgo-Lorena, consorte di Luigi XVI di Francia, Maria Carolina d'Asburgo-Lorena, consorte di Ferdinando I delle Due Sicilie, Maria Cristina d'Asburgo-Lorena, consorte di Alberto di Sassonia-Teschen, Maria Amalia d'Asburgo-Lorena, consorte di Ferdinando I di Parma.
Sulla base della legge salica, dalla morte della sorellina maggiore Maria Elisabetta (deceduta nel 1740 ad appena tre anni di vita) e sino alla nascita del fratello e primo figlio maschio della coppia imperiale, Giuseppe, fu erede al trono del Sacro Romano Impero.
Della sua educazione come figlia femmina si occupò direttamente sua madre, che le impartì la formazione essenziale dell'epoca e che la spronò a coltivare la sua naturale propensione per la musica e per il canto. Purtroppo la salute cagionevole della giovane arciduchessa la riduceva spesso a letto con frequenti malattie, come la polmonite che contrasse nel 1751 e che la portò a ricevere l'estrema unzione. Fu durante questa malattia ed il relativo periodo di convalescenza che recuperò molto il rapporto con suo padre, appassionandosi con lui agli interessi scientifici.

### La destinazione ecclesiastica
Essendo rachitica e malaticcia, per Maria Anna risultava molto difficoltosa ogni trattativa di contrarre un buon matrimonio. Per una donna era infatti essenziale essere in grado di generare figli, ragion per cui il suo aspetto non dava assolutamente una tale garanzia, in particolare dopo che problemi alla colonna vertebrale ne avevano sviluppato un principio di gobba.
Maria Teresa, anche conscia del fatto di poter avere a disposizione per i suoi fini politici molti altri suoi figli, non si disperò. Ella infatti riteneva comunque molto importante e funzionale alle esigenze della dinastia la destinazione ecclesiastica di alcuni dei propri eredi e così non solo Maria Anna, ma anche Maria Elisabetta e Massimiliano Francesco furono destinati alla condizione ecclesiastica e trovarono una altrettanto dignitosa collocazione.
Le due figlie entrarono in istituzioni chiamate "Capitolo Nobile" (una a Praga e l'altra ad Innsbruck) e ne furono elette badesse. La carica di badessa dei Capitoli Nobili (Damenstift in tedesco) veniva ricoperta da membri di famiglie reali o nobili. Questa istituzione non era propriamente un convento, ma piuttosto una comunità di donne appartenenti all'aristocrazia che, pur non pronunciando voti di povertà e castità, perseguivano una vita religiosa ed all'insegna dell'assistenza al prossimo e potevano abbandonare il capitolo quando necessario. Avevano una certa influenza politica sul territorio e ivi continuavano a fare gli interessi della propria famiglia, potevano recarsi spesso a Corte e conducevano una vita agiata e all'altezza del proprio rango.

### Badessa a Praga e gli interessi scientifici
Maria Anna divenne dunque badessa del Capitolo Nobile di Praga, con una rendita di 20.000 fiorini annui. Durante questo stesso periodo e sino alla sua morte, l'arciduchessa si dedicò a risistemare la vasta raccolta naturalistica di suo padre (in seguito divenuta il primo nucleo del Museo di Storia Naturale di Vienna ancora oggi esistente) ed istituì una propria collezione di minerali ed insetti di ogni genere, sotto la sapiente guida del suo mentore, il mineralogista Ignaz von Born. Risistemò e ampliò inoltre la collezione numismatica di suo padre e scrisse anche un testo sulle monete commemorative emesse dalla madre Maria Teresa.
Dotata anche di un notevole talento artistico, i suoi acquerelli e disegni vennero elogiati per la grande professionalità dimostrata e per questo venne nominata membro onorario dell'Accademia di belle arti di Vienna e dell'Accademia di belle arti di Firenze.

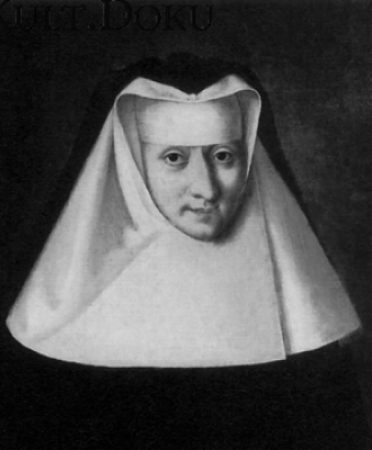
La badessa Xaveria Gasser di Klagenfurt, con cui Maria Anna strinse una grande amicizia.

### Il trasferimento al convento di Klagenfurt
Il 29 novembre 1780 morì sua madre Maria Teresa e Maria Anna decise di trasferirsi in un convento di suore francescane presso Klagenfurt. In questo periodo ebbe a scrivere alla badessa del convento: 
Con la badessa Xaveria Gasser nacque ben presto una profonda amicizia, al punto che la stessa arciduchessa destinò parte delle proprie rendite per finanziare l'ospedale del convento ed il suo ampliamento. Il suo archiatra personale venne incaricato di supervisionare personalmente tutti i pazienti ricoverati all'ospedale. Si preoccupò di fornire un valido aiuto anche alla comunità di Klagenfurt.

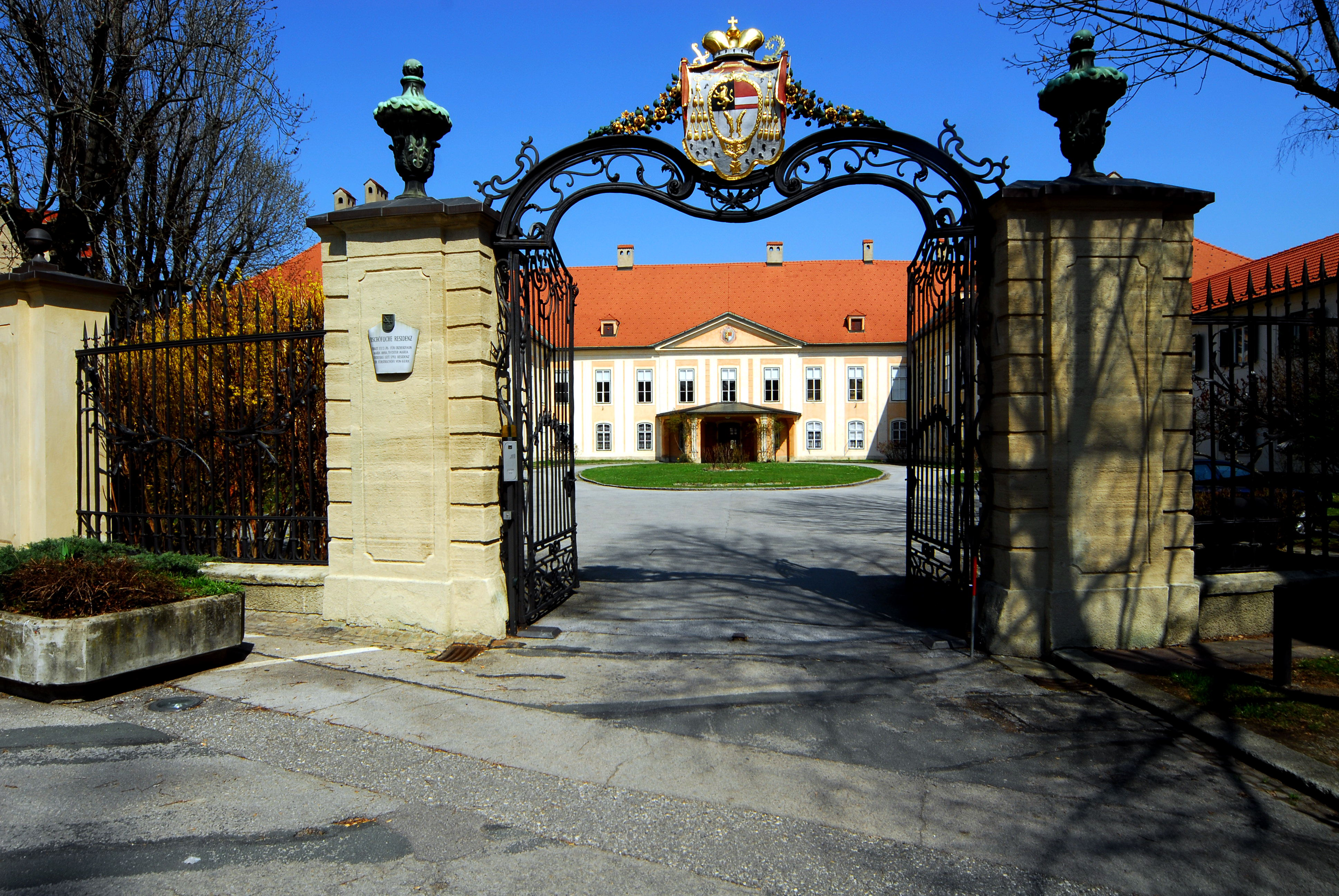
Il palazzo vescovile di Klagenfurt, dove Maria Anna visse gran parte della sua vita dopo la fine della costruzione del palazzo stesso nel 1771.

Pur risiedendo in convento, condusse una vita a stretto contatto con le molteplici realtà della sua epoca e, oltre a suore e religiosi, si circondò di artisti, scienziati ed aristocratici come Maximilian Thaddäus von Egger. Alcuni di questi erano inoltre membri di logge massoniche e nel 1783 la stessa arciduchessa ne fondò una proprio a Klagenfurt. Riscoprì negli anni anche un certo amore per l'archeologia, finanziando con 30.000 fiorini gli scavi per riportare alla luce l'antica città romana di Viruno, in Carinzia.

### Gli ultimi anni
Nell'inverno del 1788 la salute di Maria Anna, da sempre minata, iniziò a peggiorare ulteriormente. Frequenti erano le mancanze di respiro che la attanagliavano; ridusse i movimenti al minimo, al punto che fu obbligata su una sedia a rotelle per spostarsi. Morì il 19 ottobre del 1789 nel palazzo del convento di Klagenfurt, circondata degli amici più cari.
Al monastero di Klagenfurt lasciò un'eredità di 150.000 fiorini ed il palazzo che la madre le aveva donato e che era stato concluso nel 1771 su progetto di Nicolò Pacassi, che attualmente è utilizzato come sede dell'arcivescovado locale.

## Ascendenza
|                                               |                      |                                       | Genitori                                                     |  |  | Nonni |  |  | Bisnonni          |  |  | Trisnonni           |  |
|                                               |                      |                                       |                                                              |  |  |       |  |  | Carlo V di Lorena |  |  | Nicola II di Lorena |  |
|                                               |                      |                                       |                                                              |  |  |       |  |  | Carlo V di Lorena |  |  | Nicola II di Lorena |  |
|                                               |                      | Claudia Francesca di Lorena           |                                                              |  |  |       |  |  | Carlo V di Lorena |  |  |                     |  |
| Leopoldo di Lorena                            |                      |                                       |                                                              |  |  |       |  |  | Carlo V di Lorena |  |  |                     |  |
|                                               |                      | Eleonora Maria Giuseppina d'Austria   | Ferdinando III d'Asburgo                                     |  |  |       |  |  |                   |  |  |                     |  |
|                                               |                      | Eleonora Maria Giuseppina d'Austria   | Ferdinando III d'Asburgo                                     |  |  |       |  |  |                   |  |  |                     |  |
|                                               |                      | Eleonora Maria Giuseppina d'Austria   | Eleonora Gonzaga-Nevers                                      |  |  |       |  |  |                   |  |  |                     |  |
| Francesco I di Lorena                         |                      | Eleonora Maria Giuseppina d'Austria   |                                                              |  |  |       |  |  |                   |  |  |                     |  |
|                                               |                      | Filippo I di Borbone-Orléans          | Luigi XIII di Francia                                        |  |  |       |  |  |                   |  |  |                     |  |
|                                               |                      | Filippo I di Borbone-Orléans          | Luigi XIII di Francia                                        |  |  |       |  |  |                   |  |  |                     |  |
|                                               |                      | Filippo I di Borbone-Orléans          | Anna d'Austria                                               |  |  |       |  |  |                   |  |  |                     |  |
| Elisabetta Carlotta di Borbone-Orléans        |                      | Filippo I di Borbone-Orléans          |                                                              |  |  |       |  |  |                   |  |  |                     |  |
|                                               |                      | Elisabetta Carlotta del Palatinato    | Carlo I Luigi del Palatinato                                 |  |  |       |  |  |                   |  |  |                     |  |
|                                               |                      | Elisabetta Carlotta del Palatinato    | Carlo I Luigi del Palatinato                                 |  |  |       |  |  |                   |  |  |                     |  |
|                                               |                      | Elisabetta Carlotta del Palatinato    | Carlotta d'Assia-Kassel                                      |  |  |       |  |  |                   |  |  |                     |  |
| Maria Anna d'Asburgo-Lorena                   |                      | Elisabetta Carlotta del Palatinato    |                                                              |  |  |       |  |  |                   |  |  |                     |  |
|                                               | Leopoldo I d'Asburgo | Ferdinando III d'Asburgo              |                                                              |  |  |       |  |  |                   |  |  |                     |  |
|                                               | Leopoldo I d'Asburgo | Ferdinando III d'Asburgo              |                                                              |  |  |       |  |  |                   |  |  |                     |  |
|                                               | Leopoldo I d'Asburgo | Maria Anna di Spagna                  |                                                              |  |  |       |  |  |                   |  |  |                     |  |
| Carlo VI d'Asburgo                            | Leopoldo I d'Asburgo |                                       |                                                              |  |  |       |  |  |                   |  |  |                     |  |
|                                               |                      | Eleonora del Palatinato-Neuburg       | Filippo Guglielmo del Palatinato                             |  |  |       |  |  |                   |  |  |                     |  |
|                                               |                      | Eleonora del Palatinato-Neuburg       | Filippo Guglielmo del Palatinato                             |  |  |       |  |  |                   |  |  |                     |  |
|                                               |                      | Eleonora del Palatinato-Neuburg       | Elisabetta Amalia d'Assia-Darmstadt                          |  |  |       |  |  |                   |  |  |                     |  |
| Maria Teresa d'Austria                        |                      | Eleonora del Palatinato-Neuburg       |                                                              |  |  |       |  |  |                   |  |  |                     |  |
|                                               |                      | Luigi Rodolfo di Brunswick-Lüneburg   | Antonio Ulrico di Brunswick-Lüneburg                         |  |  |       |  |  |                   |  |  |                     |  |
|                                               |                      | Luigi Rodolfo di Brunswick-Lüneburg   | Antonio Ulrico di Brunswick-Lüneburg                         |  |  |       |  |  |                   |  |  |                     |  |
|                                               |                      | Luigi Rodolfo di Brunswick-Lüneburg   | Elisabetta Giuliana di Schleswig-Holstein-Sonderburg-Norburg |  |  |       |  |  |                   |  |  |                     |  |
| Elisabetta Cristina di Brunswick-Wolfenbüttel |                      | Luigi Rodolfo di Brunswick-Lüneburg   |                                                              |  |  |       |  |  |                   |  |  |                     |  |
|                                               |                      | Cristina Luisa di Oettingen-Oettingen | Alberto Ernesto I di Oettingen-Oettingen                     |  |  |       |  |  |                   |  |  |                     |  |
|                                               |                      | Cristina Luisa di Oettingen-Oettingen | Alberto Ernesto I di Oettingen-Oettingen                     |  |  |       |  |  |                   |  |  |                     |  |
|                                               |                      | Cristina Luisa di Oettingen-Oettingen | Cristina Federica di Württemberg                             |  |  |       |  |  |                   |  |  |                     |  |
|                                               |                      | Cristina Luisa di Oettingen-Oettingen |                                                              |  |  |       |  |  |                   |  |  |                     |  |

## Titoli, trattamento, onorificenze e stemma

### Titoli e trattamento
- 6 ottobre 1738 - 20 ottobre 1740: Sua Altezza Reale l'Arciduchessa Maria Anna d'Austria, principessa di Toscana
- 20 ottobre 1740 - 19 ottobre 1789: Sua Altezza Reale l'Arciduchessa Maria Anna d'Austria, principessa reale d'Ungheria e Boemia